# Liste des conseillers de Paris (2001-2008)
 (décembre 2023).
Si vous disposez d'ouvrages ou d'articles de référence ou si vous connaissez des sites web de qualité traitant du thème abordé ici, merci de compléter l'article en donnant les références utiles à sa vérifiabilité et en les liant à la section « Notes et références ».
Cet article regroupe les 163 conseillers de Paris pour la période 2001-2008.

## Liste des conseillers de Paris
| Nom                                                |  | Groupe      | Arrondissement | Qualité |
| -------------------------------------------------- |  | ----------- | -------------- | --- |
| Alain Le Garrec                                    |  | PS          | 1er            | Informaticien |
| Jean-François Legaret                              |  | RPR         | 1er            | Ancien assistant parlementaire Maire du 1er arrondissement de Paris (depuis 2001) |
| Florence Berthout                                  |  | RPR         | 1er            | Conseillère parlementaire au cabinet du Ministre de l'Intérieur, de la Sécurité intérieure et des libertés locales                                                                                           |
| Pierre Schapira                                    |  | PS          | 2e             | Chirurgien dentiste Adjoint au Maire de Paris, suppléant de la députée Martine Billard |
| Benoîte Taffin (démission le 21 mars 2001)         |  | DVD         | 2e             | |
| Christophe Lekieffre (remplace B.Taffin)           |  | DVD         | 2e             | Cadre associatif |
| Jacques Boutault                                   |  | Les Verts   | 2e             | Journaliste Maire du 2ème arrondissement de Paris (depuis 2001) |
| Yves Contassot                                     |  | Les Verts   | 3e             | Cadre de banque Adjoint au Maire de Paris |
| Pierre Aidenbaum                                   |  | PS          | 3e             | Chef d'entreprise Maire du 3ème arrondissement de Paris (depuis 1995) |
| Jack-Yves Bohbot                                   |  | UDF         | 3e             | Cadre d'entreprise |
| Christophe Girard                                  |  | Les Verts   | 4e             | Directeur de stratégie Adjoint au Maire de Paris |
| Laurent Dominati (démission le 30 mai 2007)        |  | UDF         | 4e             | Cadre d'entreprise |
| Martine Weill-Raynal (remplace L.Dominati)         |  | RPR         | 4e             | Médecin - journaliste |
| Dominique Bertinotti                               |  | PS          | 4e             | Maître de conférences à l'Université Paris VII Maire du 4ème arrondissement de Paris (2001-2012) |
| Lyne Cohen-Solal                                   |  | PS          | 5e             | Journaliste Adjointe au Maire de Paris |
| Marie-Chantal Bach                                 |  | DVD         | 5e             | |
| Jean-Charles Bardon                                |  | DVD         | 5e             | Cadre administratif, suppléant du député Jean Tiberi |
| Jean Tiberi                                        |  | DVD         | 5e             | Magistrat Maire du 5ème arrondissement de Paris (1983-1995 et 2001-2014) |
| Geneviève Bertrand                                 |  | UDF         | 6e             | Haut fonctionnaire |
| Jean-Pierre Lecoq                                  |  | RPR         | 6e             | Directeur financier Maire du 6ème arrondissement de Paris (depuis 1994), suppléant de la députée Martine Aurillac                                                                                            |
| Alain Morell                                       |  | PS          | 6e             | Collaborateur ANPE |
| Michel Dumont                                      |  | RPR         | 7e             | Directeur de société d'assurances Maire du 7ème arrondissement de Paris (2002-2008) |
| Anne Kalck                                         |  | PS          | 7e             | Avocate |
| Yves Pozzo di Borgo                                |  | UDF         | 7e             | Inspecteur général de l'Education nationale et de la Recherche |
| Hélène Rimbert                                     |  | DL          | 7e             | |
| Martine Aurillac (démission le 12 novembre 2002)   |  | RPR         | 7e             | Attachée d'administration centrale Députée (1993-2012) Maire du 7ème arrondissement de Paris (1995-2002) |
| Christian Le Roux (remplace M. Aurillac)           |  | UMP         | 7e             | Directeur de cabinet du Médiateur de la République |
| François Lebel                                     |  | RPR         | 8e             | Maire du 8ème arrondissement de Paris (1983-2014), suppléant du député Pierre Lellouche |
| Eric Hélard                                        |  | UDF         | 8e             | |
| Edwige Antier                                      |  | DL          | 8e             | Médecin-pédiatre |
| Pierre Lellouche                                   |  | RPR         | 9e             | Universitaire |
| Jacques Bravo                                      |  | PS          | 9e             | Inspecteur général de l'administration de l'Education Nationale et de la Recherche Maire du 9ème arrondissement de Paris (2001-2014)                                                                         |
| Nicole Azzaro                                      |  | Les Verts   | 9e             | Productrice dans l'audiovisuel |
| Corine Barlis                                      |  | PS          | 9e             | Webmaster |
| Olga Trostiansky                                   |  | PS          | 10e            | Chef de projet |
| Tony Dreyfus                                       |  | PS          | 10e            | Avocat à la Cour de Paris Maire du 10ème arrondissement de Paris (1995-2008) - Député (1997-2012) |
| Charlotte Nenner                                   |  | Les Verts   | 10e            | Ingénieur |
| Alain Lhostis                                      |  | PCF         | 10e            | Inspecteur général de l'Equipement |
| Véronique Dubarry                                  |  | Les Verts   | 10e            | Documentaliste |
| René Le Goff                                       |  | DL          | 10e            | Président de société |
| Khédidja Bourcart                                  |  | Les Verts   | 11e            | Economiste |
| Éric Ferrand                                       |  | MDC         | 11e            | Cadre administratif |
| Georges Sarre                                      |  | MDC         | 11e            | Inspecteur central des P.T.T. Maire du 11ème arrondissement de Paris (1995-2008) |
| Claude-Annick Tissot                               |  | RPR         | 11e            | Cadre de société |
| Mireille Flam                                      |  | PS          | 11e            | Conseillère de Chambre régionale des Comptes |
| Isabelle Guirous-Morin                             |  | Les Verts   | 11e            | Chargée d'études sociales, conseillère en gestion de l'emploi et des carrières, ancienne assistante juridique                                                                                                |
| Danièle Hoffman-Rispal                             |  | PS          | 11e            | Comptable, députée |
| Olivier Pagès                                      |  | Les Verts   | 11e            | Réalisateur audio-visuel |
| Patrick Bloche                                     |  | PS          | 11e            | Cadre d'entreprise, député |
| Liliane Capelle                                    |  | MDC         | 11e            | Secrétaire |
| Jacques Daguenet                                   |  | PCF         | 11e            | Technicien |
| José Espinosa                                      |  | PCF         | 12e            | Cadre S.N.C.F. |
| Karen Taïeb                                        |  | MDC         | 12e            | Docteur en chirurgie dentaire - Journaliste médicale |
| Jean-Pierre Bechter                                |  | RPR         | 12e            | Directeur général de société |
| Michèle Blumenthal                                 |  | PS          | 12e            | Enseignante Maire du 12ème arrondissement de Paris (2001-2014) Député-suppléante du député Patrick Bloche |
| Pénélope Komitès                                   |  | Les Verts   | 12e            | Chargée de mission au Conseil Régional |
| Christophe Najdovski                               |  | Les Verts   | 12e            | Enseignant |
| Sandrine Mazetier                                  |  | PS          | 12e            | Directrice en communication |
| Jean-François Pernin                               |  | DL          | 12e            | Journaliste |
| Gérard Rey                                         |  | PS          | 12e            | |
| Christian Sautter                                  |  | PS          | 12e            | Préfet, ancien ministre (1997-2000) Ancien secrétaire général adjoint de la Présidence de la République (1982-1985 et 1988-1990)                                                                             |
| Jacques Toubon                                     |  | RPR         | 13e            | Conseiller d'Etat Maire du 13ème arrondissement de Paris (1983-2001) Député (1981-1993) - Ministre (1983-1997)                                                                                               |
| Serge Blisko                                       |  | PS          | 13e            | Médecin - Député (1983-1986 et 1997-2012) - Conseiller régional (1986-1992) Maire du 13ème arrondissement de Paris (2001-2007)                                                                               |
| Anne-Christine Lang                                |  | PS          | 13e            | Enseignante |
| Françoise Forette                                  |  | RPR         | 13e            | Médecin des hôpitaux - Professeur des Universités |
| Marie-Pierre de La Gontrie                         |  | PS          | 13e            | Avocate - Conseillère régionale (1998-2017), suppléante du député Jean-Marie Le Guen |
| Mylène Stambouli                                   |  | Les Verts   | 13e            | Avocate au barreau de Paris |
| Jean-Bernard Bros                                  |  | PRG         | 13e            | Chef d'entreprise, suppléant de la députée Annick Lepetit |
| Jean Desessard (démission le 15 février 2006)      |  | Les Verts   | 13e            | Animateur socioculturel, professeur de mathématiques puis cadre au Ministère de l'Environnement Sénateur (2004-2017)                                                                                         |
| Francis Combrouze (remplace J.Desessard)           |  | PCF         | 13e            | Directeur de centre socio-culturel |
| Patrick Trémège                                    |  | DL          | 13e            | Député (1995-1997) - Conseiller régional (1998-2004) |
| Nicole Borvo                                       |  | PCF         | 13e            | Attachée principale d'administration centrale Sénatrice (1995-2012) |
| Myriam Constantin                                  |  | PS          | 13e            | Urbaniste - Directeur d'études à la Caisse des Dépôts et Consignations |
| Jérôme Coumet                                      |  | PS          | 13e            | Maire du 13ème arrondissement de Paris (depuis 2007) |
| Pierre Gatignon                                    |  | PS          | 13e            | Fonctionnaire |
| Danièle Auffray                                    |  | Les Verts   | 14e            | Chercheur au CNRS |
| Pascal Cherki                                      |  | PS          | 14e            | Avocat |
| Maurice Lassalle (décédé le 26 janvier 2002)       |  | PCF         | 14e            | Cadre commercial |
| Genebiève Bellenger (remplace M.Lassalle)          |  | PS          | 14e            | Cadre administratif |
| Chantal Morel (décédée le 9 août 2003)             |  | PS          | 14e            | Cadre de banque |
| Marie-Thérèse Atallah (remplace Ch.Morel)          |  | Les Verts   | 14e            | Sociologue - Conseillère sociale |
| Danièle Pourtaud                                   |  | PS          | 14e            | Cadre d'entreprise - Sénatrice (1995-2004) |
| Marielle de Sarnez                                 |  | UDF         | 14e            | Députée européenne (1999-2017) |
| Pierre Castagnou                                   |  | PS          | 14e            | Inspecteur général de l'Industrie et du CommerceMaire du 14ème arrondissement de Paris (2001-2009), suppléant du député Yves Cochet                                                                          |
| Nicole Catala                                      |  | RPR         | 14e            | Professeur agrégé des Facultés de droit |
| Odette Christienne                                 |  | MDC         | 14e            | Proviseur de lycée |
| René Dutrey                                        |  | Les Verts   | 14e            | Régisseur de spectacles |
| Édouard Balladur                                   |  | RPR         | 15e            | Ministre (1986-1988) - Premier Ministre (1993-1995) Député (1988-1993 et 1995-2007) |
| Jeanne Chabaud                                     |  | RPR         | 15e            | Professeur d'éducation physique, suppléante du député René Galy-Dejean |
| Pierre Charon                                      |  | RPR         | 15e            | Consultant en communication |
| Élisabeth de Fresquet                              |  | UDF         | 15e            | Attachée de direction |
| René Galy-Dejean                                   |  | RPR         | 15e            | Maire du 15ème arrondissement de Paris (1983-2008) Député (1991-2007) |
| Philippe Goujon                                    |  | RPR         | 15e            | Cadre |
| Gilles Alayrac                                     |  | PRG         | 15e            | Cadre au Ministère de l'Intérieur |
| Dominique Baud                                     |  | RPR         | 15e            | Cadre commercial |
| Alain Destrem                                      |  | DL          | 15e            | Chef d'entreprise |
| Claire de Clermont-Tonnerre                        |  | DL          | 15e            | |
| Jean-Pierre Frémont (démission le 27 juillet 2007) |  | UDF         | 15e            | Cadre d'entreprise |
| Danièle Bouvelot née Saget (remplace J.P.Fresquet) |  | RPR         | 15e            | Inspecteur général de l'Industrie et du CommerceMaire du 14ème arrondissement de Paris (2001-2009) |
| Alexandre Galdin                                   |  | RPR         | 15e            | Assistant parlementaire |
| Anne Hidalgo                                       |  | PS          | 15e            | Directrice du travail |
| Hélène Macé de Lépinay                             |  | RPR         | 15e            | |
| Cécile Renson                                      |  | RPR         | 15e            | Médecin |
| Joëlle Chérioux de Soultrait                       |  | RPR         | 15e            | Consultante en relation institutionnelle |
| Claude Dargent                                     |  | PS          | 15e            | Chercheur en sciences politiques |
| Claude Goasguen                                    |  | DL          | 16e            | Inspecteur Général de l'Education Nationale, député |
| Laetitia Louis                                     |  | RPR         | 16e            | Chef d'entreprise |
| Jean-Yves Mano                                     |  | PS          | 16e            | Cadre commercial - Sénateur (2001-2004) |
| Eric Azière                                        |  | UDF         | 16e            | Cadre associatif |
| Gilbert Gantier                                    |  | DL          | 16e            | Cadre supérieur de l'industrie Député (1975-2004) |
| Gérard Leban                                       |  | RPR         | 16e            | |
| Géraldine Martiano                                 |  | UDF         | 16e            | Conseillère en communication |
| Christian Cabrol                                   |  | DVD         | 16e            | Médecin, chirurgien des hôpitaux de Paris, professeur à l'Université Paris VI |
| Pierre-Christian Taittinger                        |  | DL          | 16e            | Chef d'entreprise Maire du 16ème arrondissement de Paris (1989-2008) - Sénateur (1968-1976 et 1977-1995) Secrétaire d'Etat (1976-1977)                                                                       |
| Daniel-Georges Courtois                            |  | RPR         | 16e            | Conseiller-maître à la Cour des Comptes |
| Laurence Dreyfuss                                  |  | RPR         | 16e            | Professeur |
| Véronique Baldini                                  |  | DL          | 16e            | Cadre administratif |
| Danièle Giazzi                                     |  | RPR         | 16e            | Cadre d'entreprise, suppléante du député Claude Goasguen |
| Clémentine Autain                                  |  | DVG-app.PCF | 17e            | Journaliste |
| Véronique Baldini                                  |  | DL          | 17e            | Cadre administratif |
| Hervé Benessiano                                   |  | DL          | 17e            | Docteur en chirurgie dentaire |
| Laurence Douvin                                    |  | DL          | 17e            | Gérante de société |
| Catherine Dumas                                    |  | RPR         | 17e            | |
| Brigitte Mariani                                   |  | UDF         | 17e            | Chef de projets de quartiers sensibles |
| Françoise de Panafieu                              |  | RPR         | 17e            | Ministre (1995) Maire du 17ème arrondissement de Paris (2001-2008) Députée (1986-1995, 1997-2012) |
| Bernard Pons                                       |  | RPR         | 17e            | Médecin généraliste Député du Lot (1967-1969 et 1973-1978) puis de l'Essonne (1978-1981) Secrétaire d'Etat (1969-1973) - Ministre (1986-1988 et 1995-1997) Député de Paris (1981-1986, 1988-1995, 1997-2002) |
| Elisabeth Larrieu                                  |  | PS          | 17e            | Directrice d'études |
| Yves Galland                                       |  | UDF         | 17e            | Président et administrateur de sociétés Député européen (1979-1986) Ministre (1986-1988 et 1995) |
| Brigitte Kuster                                    |  | RPR         | 17e            | Conseillère en communication |
| Philippe Lafay                                     |  | DVD         | 17e            | Médecin |
| Jean-Didier Berthault                              |  | RPR         | 17e            | Cadre de banque |
| Richard Stein                                      |  | RPR         | 17e            | Cadre administratif |
| Roxane Decorte                                     |  | RPR         | 18e            | Enseignante |
| Sophie Meynaud                                     |  | PCF         | 18e            | Juriste |
| Philippe Séguin (démission le 11 octobre 2002)     |  | RPR         | 18e            | Conseiller référendaire à la Cour des Comptes Député des Vosges (1978-1986 et 1988-2002) - Maire d'Épinal (1983-1997) Ministre (1986-1988) Président de l'Assemblée nationale (1993-1997)                    |
| Xavier Chinaud (remplace Ph.Séguin)                |  | UMP         | 18e            | Publiciste |
| Anne Le Strat                                      |  | Les Verts   | 18e            | Universitaire |
| Jean-Pierre Pierre-Bloch                           |  | DVD         | 18e            | Directeur de société de presse |
| Marinette Bache                                    |  | MDC         | 18e            | Informaticienne |
| Bertrand Delanoé                                   |  | PS          | 18e            | Conseiller en communication Député (1981-1986) - Sénateur (1995-2001) Maire de Paris (2001-2014) |
| Christophe Caresche                                |  | PS          | 18e            | Chargé d'études marketing Conseiller régional (1992-1997) - Député (1997-2017) |
| Annick Lepetit                                     |  | PS          | 18e            | Conseillère régionale (1998-2004) - Maire du 18ème arrondissement de Paris (2001-2003) Députée (2002 et 2003-2017)                                                                                           |
| Claudine Bouygues                                  |  | PS          | 18e            | |
| Jean-Pierre Caffet                                 |  | PS          | 18e            | Fonctionnaire de l'INSEE Sénateur (2004-2017) |
| François Florès                                    |  | Les Verts   | 18e            | Enseignant |
| Sylvain Garel                                      |  | Les Verts   | 18e            | Enseignant - critique de cinéma |
| Daniel Vaillant                                    |  | PS          | 18e            | Technicien-biologiste Député (1988-1993, 1994-1997 et 2002-2017) Maire du 18ème arrondissement de Paris (1995-2001 et 2003-2014) Ministre (1997-2002)                                                        |
| Martine Durlach                                    |  | PCF         | 19e            | Professeur |
| Halima Jemni                                       |  | PS          | 19e            | |
| Daniel Marcovitch                                  |  | PS          | 19e            | Médecin généraliste Député (1997-2002) |
| Gisèle Stievenard                                  |  | PS          | 19e            | Attachée de direction |
| Jean-François Blet                                 |  | Les Verts   | 19e            | Professeur de sciences politiques |
| Roger Madec                                        |  | PS          | 19e            | Cadre administratif Maire du 19ème arrondissement de Paris (1995-2013) Sénateur (2004-2017) |
| Colombe Brossel                                    |  | PS          | 19e            | Responsable de formation dans le secteur associatif |
| Jean Vuillermoz                                    |  | PCF         | 19e            | Agent de maîtrise RATP |
| François Asselineau                                |  | DVD         | 19e            | Directeur de cabinet du Président du Conseil général des Hauts-de-Seine |
| Violette Baranda                                   |  | Les Verts   | 19e            | Styliste-graphiste |
| Michel Bulté                                       |  | RPR         | 19e            | Ingénieur |
| François Dagnaud                                   |  | PS          | 19e            | |
| Jean-Louis Arajol                                  |  | RPF         | 20e            | Gardien de la paix |
| Frédérique Calandra                                |  | PS          | 20e            | Cadre associatif |
| Catherine Gegout                                   |  | PCF         | 20e            | Chargée de mission en formation professionnelle |
| Michel Charzat                                     |  | PS          | 20e            | Consultant en entreprise Député (1981-1993 et 1999-2007) Maire du 20ème arrondissement de Paris (1995-2008) Sénateur (1995-2000)                                                                             |
| Alain Riou (décédé le 6 décembre 2004)             |  | Les Verts   | 20e            | Juriste |
| Fabienne Giboudeaux (remplace A.Riou)              |  | Les Verts   | 20e            | Photographe |
| Marie-Pierre Martinet                              |  | Les Verts   | 20e            | Assistante de direction chargée de la communication |
| Jean-Yves Autexier                                 |  | MDC         | 20e            | Cadre administratif |
| Didier Bariani                                     |  | UDF         | 20e            | Gérant de société - Conseiller régional (2004-2010) Député (1978-1981 et 1993-1997) Maire du 20ème arrondissement de Paris (1983-1995) Secrétaire d'Etat (1986-1988)                                         |
| Denis Baupin                                       |  | Les Verts   | 20e            | Ingénieur |
| Marie-France Gouriou                               |  | PS          | 20e            | Cadre administratif |
| Pierre Mansat                                      |  | PCF         | 20e            | Agent de La Poste |
| David Assouline                                    |  | PS          | 20e            | Enseignant Sénateur (depuis 2004) |
| Moïra Guilmart                                     |  | PS          | 20e            | |